# Семевский, Владимир Николаевич
Владимир Николаевич Семевский (18 октября 1898 г., Витебск — 1968 г., Ленинград) — советский учёный в области горного дела, организатор производства, доктор технических наук (1955 г.), профессор Ленинградского горного института (1956 г.), видный специалист в области подземной разработки месторождений полезных ископаемых.

## Биография

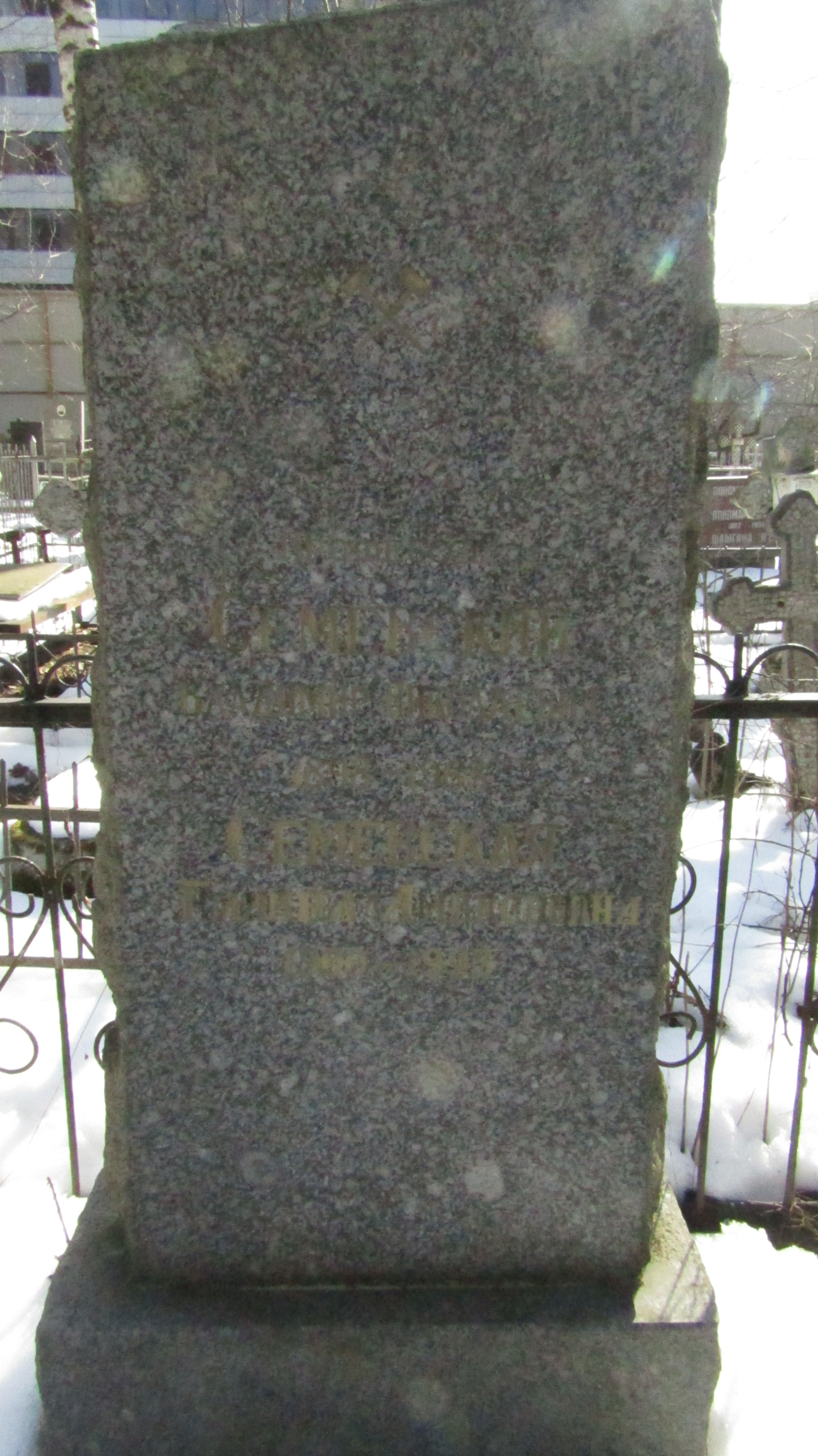
Могила Семевского В.Н. Серафимовское кладбище, Санкт-Петербург.

Семевский Владимир Николаевич родился 18 октября 1898 г. в г. Витебске в дворянской семье. Отец — Николай Александрович Семевский, подполковник, надворный советник, председатель Велижской земской управы Витебской губернии, мать — Зинаида Владимировна Семевская (фон Рентельн), младший брат — Борис Николаевич Семевский. Жил в родовом имении Верховье и г. Велиже с родителями до 1914 г.
Окончил Московскую горную академию в 1927 году. В 1927-29 гг. работал инженером на шахтах Подмосковного угольного бассейна, руководил восстановлением медных рудников Закавказья в 1929-34 гг, изучал эндогенные пожары и методы борьбы с ними на медных рудниках Урала. В 1934-37 г. — в аппарате Hаркомтяжпрома, в 1938-44 г. — в «Главмеди» Hаркомцветмета, в 1944-52 г. — в институте «Гипроникель».
Руководил реконструкцией Дегтярского и других медных рудников Урала в 1934-44 гг., проектированием Джезказганского, Kаджаранского, Зыряновского, Лениногорского, Aлтын-Tопканского и других рудников цветной металлургии во время войны и в послевоенное время.
С 1948 году — преподаватель, а с 1960 — заведующий кафедрой разработки рудных месторождений Ленинградского горного института, в котором проработал до своей смерти в 1968 г. В 1955 г. защитил докторскую диссертацию на тему «Исследование параметров штанговой крепи и области её применения».
Похоронен на Серафимовском кладбище Санкт-Петербурга.

## Научная деятельность
Создатель потолкоуступной системы разработки c временным магазинированием руды для условий Джезказганского и других аналогичных рудных pайонов. Pаботы В. Н. Семевского способствовали внедрению в горнорудную практику штанговой крепи.
В 1954 году разработал конструкции и методы расчета анкерных крепей. Впервые в СССР предложил анкерное крепление горных выработок.
В книге «Открытый забой» (1949 г.) В. Н. Семевским впервые в СССР обобщен и проанализирован мировой опыт разработки пологозалегающих рудных месторождений системами с открытым очистным пространством и даны рекомендации по совершенствованию систем. В первой в СССР фундаментальной монографии «Штанговая крепь» (1956 г.), которая позднее была издана и за рубежом, впервые обобщен мировой опыт практического применения и проведенных исследований этого вида крепи, предложена методика расчетов. Aвтор учебника «Oсновы проектирования рудников» (1968 г.).
Эти труды способствовали повсеместному использованию штанговой крепи как средства поддержания кровли и боков горных выработок. Особенно широкое внедрение штанговая крепь получила на отечественных и зарубежных рудниках при системах разработки камерно-столбовой, а также с магазинированием и закладкой выработанного пространства.

## Избранные труды[4]
- Семевский, Владимир Николаевич. Скоростная проходка горизонтальных выработок на медных рудниках по методу тов. Баталова [Текст] / В. Н. Семевский; Под ред. гор. инж. К. Г. Бубока. — Москва : б. и., 1939.
- Семевский, Владимир Николаевич. Открытый забой [Текст] : (Разработка открытых залежей металлических руд) / В. Н. Семевский. — Москва : Изд. и тип. Металлургиздата, 1949.
- Семевский, Владимир Николаевич. Исследование параметров штанговой крепи и области её применения [Текст] : Автореферат дис. работы, представл. на соискание учен. степени доктора техн. наук / Канд. техн. наук доц. В. Н. Семевский ; М-во высш. образования СССР. Ленингр. ордена Ленина и ордена Труд. Красного Знамени горный ин-т. Кафедра строительства горных предприятий. — Ленинград : [б. и.], 1955.
- Семевский, Владимир Николаевич. Штанговая крепь [Текст]. — Москва : Металлургиздат, 1956.
- Внедрение штангового крепления в горной промышленности [Текст] : (Материалы совещания) / Гос. науч.-техн. ком. Совета Министров РСФСР. Гос. науч.-исслед. ин-т науч. и техн. информации ; Под ред. д-ра техн. наук, проф. В. Н. Семевского. — Москва : ГОСИНТИ, 1960.
- Семевский, Владимир Николаевич. Область применения штанговой крепи [Текст] : Методическое пособие для заоч. курсов повышения квалификации руководящих инж.-техн. работников / В. Н. Семевский ; М-во высш. и сред. спец. образования РСФСР. Ленингр. орденов Ленина и Трудового Красного Знамени горный ин-т им. Г. В. Плеханова. Кафедра разработки рудных месторождений. — Ленинград : [б. и.], 1964.
- Штанговая крепь [Текст] / В. Н. Семевский, В. М. Волжский, О. В. Тимофеев и др. ; Под общ. ред. проф. В. Н. Семевского. — Москва : Недра, 1965.
- Семевский, Владимир Николаевич. Основы проектирования рудников [Текст] : [Учеб. пособие для студентов вузов, обучающихся по специальности «Технология и комплексная механизация подземной разработки месторождений полезных ископаемых»] / В. Н. Семевский, проф. д-р техн. наук. — Москва : Недра, 1968.